# Jan Zahalka
Jan Zahalka (* 2. února 1978) je český florbalový trenér, bývalý hráč a šestinásobný mistr Česka.

## Hráčská kariéra
Zahalka s florbalem začínal v klubu AC Sparta Praha, za který poprvé nastoupil v nejvyšší mužské soutěži v sezóně 1996/1997. Za Spartu odehrál dva ročníky, přičemž v druhém z nich, 1997/1998, poprvé v historii klubu postoupili do semifinále (a následně do zápasu o bronz), k čemuž Zahálka přispěl vítězným gólem v rozhodujícím zápase čtvrtfinálové série.
Na sezónu 1998/1999 přestoupil do Tatranu Střešovice, se kterým hned vyhrál svůj první mistrovský titul. K zisku dalšího v roce 2001 přispěl jako druhý nejproduktivnější hráč play-off. O sezónu později po třetím titulu přestoupil do týmu SSK Future.
Za Future hrál tři roky. V ročníku 2003/2004 Zahalka přispěl gólem k vítězství v zápase o bronz, nejlepším výsledku v historii klubu.

## Trenérská kariéra
Po skončení hráčské kariéry se Zahalka stal ve Future trenérem. V roce 2009 tým získal pod jeho vedením druhý bronz. Následně nahradil Petra Ďarmeka na postu trenéra Tatranu, který právě poprvé po sedmi letech prohrál finále. Zahalka tým dovedl v následujících třech sezónách zpět ke třem titulům, včetně prvního ze superfinále v sezóně 2011/2012. V roce 2011 také získali druhé české stříbro na Poháru mistrů. V roce 2013 ale Tatran poprvé v historii nepostoupil do finále a Zahalka své působení u týmu ukončil.
Po roční pauze se stal trenérem v týmu Florbal MB. Hned v první sezóně 2014/2015 s Boleslaví obhájil Pohár Českého florbalu a poprvé v historii tým přivedl do finále ligy, ve kterém prohráli až na nájezdy. Stal se tak prvním a stále jediným trenérem který dokázal dovést do superfinále dva různé týmy. Pro pracovní zaneprázdněnost v Boleslavi přes tento úspěch nepokračoval a u týmu ho nahradil Jan Pazdera.
Po další pauze se v roce 2016 stal trenérem v týmu Kanonýři Kladno, který právě po dvou letech postoupil zpět do Superligy. Kladno ale v baráži v sezóně 2016/2017 neuspělo, sestoupilo zpět a Zahalka u týmu skončil.
Jeho dalším trenérským angažmá se stal klub FC Bučis Team, se kterým v sezóně 2017/2018 začínal v pražské Regionální lize, tedy soutěži páté úrovně. V každém ročníku (mimo dvou přerušených pandemií covidu-19) postoupil s týmem o úroveň výš. V sezóně 2022/2023 tak zvítězili (již pod novým názvem Butchis) v 1. lize s rekordním počtem bodů v základní části a bez jediné prohry v play-off a postoupili do Superligy. Tým se ale v nejvyšší soutěži neudržel a Zahalka své působení v Butchis uzavřel.
Na podzim 2024 se vrátil do Sparty jako asistent trenéra.

## Reprezentační kariéra
V roce 2012 byl jedním z kandidátů na trenéra české mužské reprezentace.
V roce 2014 byl trenérem slovenské mužské reprezentace, se kterou se kvalifikoval na Mistrovství světa.

## Televize
Zahalka působí externě jako florbalový expert v České televizi.